# Championnat d'Allemagne de combiné nordique 2013
Navigation
2012 2014
Le championnat d'Allemagne de combiné nordique 2013 s'est tenu les 4 et 5 octobre 2013 à Oberstdorf.
La compétition individuelle a distingué Johannes Rydzek,
tandis que l'épreuve par équipes, disputée au sprint, a couronné Fabian Rießle et Manuel Faißt.

## Résultats

### Seniors

#### Épreuve individuelle
| Rang | Athlète         |
| ---- | --------------- |
| 1    | Johannes Rydzek |
| 2    | Fabian Rießle   |
| 3    | Manuel Faißt    |
| 4    | Terence Weber   |

#### Épreuve par équipes
| Rang | Athlète                                       |
| ---- | --------------------------------------------- |
| 1    | Bade-Wurtemberg- Fabian Rießle - Manuel Faißt |
| 2    | Bavière- Johannes Rydzek - Jakob Lange        |
| 3    | Saxe- Eric Frenzel - Daniel Welde             |

### Juniors
| Rang | Athlète         |
| ---- | --------------- |
| 1    | Terence Weber   |
| 2    | Jakob Lange     |
| 3    | Dominik Schwaar |